# Wanda Opalinska
Wanda Opalinska, właśc. Wanda Opalińska – polsko-brytyjska aktorka znana z roli Wiki Dankowskiej z serialu Coronation Street.

## Życiorys
Opalinska uczyła się w szkole teatralnej przed studiowaniem angielskiego na Uniwersytecie Birmingham. Była nauczycielką angielskiego i Dramatu przy St Thomas More R.C Secondary School.

## Kariera aktorska
Opalinska dołączyła do obsady Coronation Street na początku 2007 roku. Gra postać szwaczki przy przestępczej fabryce. Oprócz tego zagrała m.in. w filmie The Diary of Tommy Crisp, gdzie wcieliła się w postać Susan Crisp.

## Życie osobiste
12 lutego 2009 na świat przyszedł jej syn, Rafal.